# Ернст Казимир фон Крихинген
Вижте пояснителната страница за други личности с името Ернст Казимир.
Ернст Казимир фон Крихинген (на немски: Ernst Kasimir von Criechingen; * ок. 1638; † 1665, при дуел в Мьорхинген/Моранж в Гранд Ест) е граф на Крихинген (1651 – 1665).

## Произход
Той е син на граф Албрехт Лудвиг фон Крихинген († 1651) и съпругата му вилд-рейнграфиня Агата фон Залм-Кирбург (* ок. 1617), дъщеря на вилд-рейнграф Йохан Казимир фон Кирбург (1577 – 1651) и графиня Доротея фон Золмс-Лаубах (1579 – 1631). Сестра му Анна Доротея фон Крихинген († 20 май 1705, Норден) е омъжена на 22 август 1665 г. в Норден, Аурих, за граф Едцард Фердинанд, регент на Фризия (* 12 юли 1636; † 1 януари 1668).
Ернст Казимир фон Крихинген е убит на ок. 27 години през 1665 г. при дуел в Мьорхинген (Моранж, Франция).

## Фамилия
Ернст Казимир фон Крихинген се жени 1660 г. за вилд-рейнграфиня Анна Елизабет фон Кирбург (* август 1642; † сл. 1670), дъщеря на вилд-рейнграф Георг Фридрих фон Кирбург († 1681) и графиня Анна Елизабет фон Щолберг-Ортенберг († 1671), дъщеря на граф Лудвиг Георг фон Щолберг-Ортенберг (1562 – 1618) и вилд и Рейнграфиня Анна Мария фон Салм-Кирбург-Мьорхинген († ок. 1620). Бракът е бездетен.